# モートン＝イン＝マーシュ
モートン＝イン＝マーシュ (Moreton-in-Marsh) は、イングランド・グロスタシャー北部にあるタウンかつ行政教区(Civil Parish)である。この教区とその周辺地域はコッツウォルズ丘陵に比べると比較的平らな低地である。
オックスフォード通りの一角にある鐘楼は16世紀に建てられたものである。町にあるセイント・デイビッド教会の初期の歴史は不明であるが、16世紀の中ごろに再建された。